# 莉萨·伦内尔
莉萨·伦内尔（瑞典語：Lisa Regnell，1887年2月3日—1979年11月5日），生于斯德哥尔摩，瑞典女子跳水运动员。她曾代表瑞典参加1912年夏季奥林匹克运动会跳水比赛，获得女子10米跳台银牌。